# Serra (cognome)
Serra è un cognome di lingua italiana e sarda. È il trentasettesimo cognome italiano per diffusione.

## Origine e diffusione
In italiano, in sardo e in catalano, il cognome condividerebbe una comune origine nel latino serra, inteso come "sega" oppure come sinonimo di "lama dentata" o ancora "catena di monti frastagliati a guisa di sega". Nel primo caso indica un soprannome attribuito a chi svolgeva il mestiere di falegname, nel secondo, chi proveniva da località collinari o montanare.
Sono oltre 8.500 le famiglie italiane che portano questo cognome, e circa un terzo di esse si trova in Sardegna, ove si trovano le varianti sarde Sarra e Sarritzu.
Altrove, il cognome è presente anche in varianti di lingua italiana quali "Dalla Serra" o "Dallaserra", "De Serra", "Serretta", "Serri", "Serrini", "Serrotti", "Serrone", "Serrano", "Serranò", "Serratti", "Serrattini", "Serresi", "Serradifalco", "Sarravalle", "Serravalli".

## Persone
- Giacomo Serra, cardinale italiano
- Marco Serra, ex calciatore italiano
- Nicola Serra, antifascista italiano